# Herbert Heinrich
Herbert Heinrich (29 de julio de 1899-2 de marzo de 1975) fue un deportista alemán que compitió en natación, especialista en el estilo libre. Ganó cinco medallas en el Campeonato Europeo de Natación entre los años 1926 y 1931.

## Palmarés internacional
| Campeonato Europeo | Campeonato Europeo  | Campeonato Europeo | Campeonato Europeo |
| Año                | Lugar               | Medalla            | Prueba             |
| ------------------ | ------------------- | ------------------ | ------------------ |
| 1926               | Budapest ( Hungría) | Medalla de oro     | 4 × 200 m libre    |
| 1926               | Budapest ( Hungría) | Medalla de plata   | 400 m libre        |
| 1927               | Bolonia ( Italia)   | Medalla de oro     | 4 × 200 m libre    |
| 1927               | Bolonia ( Italia)   | Medalla de plata   | 400 m libre        |
| 1931               | París (Francia)     | Medalla de plata   | 4 × 200 m libre    |